# Ри, Джейки
Джек (Дже́йки) Ри  (англ. Jack (Jackie) Rea; 6 апреля 1921 — 21 октября 2013) — североирландский профессиональный игрок в снукер.

## Биография
Ри стал профессионалом в 1947 году, после победы в любительском первенстве Ирландии. В первый раз он появился на чемпионате мира в 1949, но тогда он проиграл в дебютном матче. В следующий раз Джейки сыграл на первенстве лишь в 1952-м из-за разногласий с руководством профессионального снукера, и достиг полуфинала. Затем он несколько раз подряд выбывал в первых матчах, но вновь стал полуфиналистом в 1955 и 1956, уступив Фреду Дэвису и Джону Пульману соответственно. В 1957-м он вышел и в финал, но Пульман и на этот раз оказался для Ри слишком сильным, и он проиграл — 34:39. Между тем североирландец победил на чемпионате News of the World в 1955-м, когда выбил из борьбы Джо Дэвиса.
С 1958 по 1963 года из-за кризиса в снукере чемпионаты мира не проводились, и Джейки Ри возвратился на первенство лишь в 1969 году. Тогда он дошёл до 1/4 финала, и повторил этот результат на следующий год. После этого ему так ни разу и не удавалось преодолеть стадию первого круга, а когда внедрился мировой рейтинг снукеристов, Ри в списке 20 сильнейших не было. Как бы то ни было, он продолжал играть вплоть до начала 1990-х, и занял в мировом рейтинге на сезон 1985/86 76 место.
Ри был практически бессменным чемпионом Северной Ирландии по снукеру — он выигрывал его 25 раз в период между 1947 и 1971 годами. Только в 1972 титул сумел отобрать ещё один великий игрок этой страны — Алекс Хиггинс.
Джейки Ри всегда отличался своим чувством юмора, что помогало ему в игре и особенно в выставочных матчах. Однажды перед показательным матчем он сказал: «Не называйте ирландцев глупыми людьми. Мы изобрели очень удобный унитаз с сиденьем ещё 200 лет назад, пока глупые англичане не пришли и не сделали дырку в нём!» Впоследствии эта фраза стало его коронной шуткой.

## Достижения в карьере
- Чемпионат мира финалист — 1957
- News of the World чемпион — 1955
- Ireland Professional чемпион — 1947—1951, 1952—1971